# NTR Radioprijs
De NTR Radioprijs is een aanmoedigingsprijs voor jonge radiomakers uit Nederland en België, die sinds 1993 wordt uitgereikt. Tot en met 2010 werd de prijs uitgereikt door de RVU, daarna door de NTR. De meeste winnaars hebben de prijs gewonnen tijdens hun studie aan een journalistieke of artistieke opleiding. In het onderstaande overzicht wordt aangegeven waar ze hun opleiding volgden.

## Winnaars
| Jaar | Algemeen                                                       | Nieuws           | Cultuur                  | Publieksprijs            |
| ---- | -------------------------------------------------------------- | ---------------- | ------------------------ | ------------------------ |
| 1993 | Joost Wilgenhof 1                                              |                  |                          |                          |
| 1994 | Marga Govaert 2                                                |                  |                          |                          |
| 1995 | Erik Loots 2                                                   |                  |                          |                          |
| 1996 | Edwin van Laar 3 Jeroen Latijnhouwers 3                        |                  |                          |                          |
| 1997 | Liz de Bock 3                                                  |                  |                          |                          |
| 1998 | Frans-Jozef Willems 3                                          |                  |                          |                          |
| 1999 | Tom van den Oetelaar 3                                         |                  |                          |                          |
| 2000 | Maurice Laparlière 3                                           |                  |                          |                          |
| 2001 | Annemie Tweepenninckx 4                                        |                  |                          |                          |
| 2002 | Eva David 2                                                    |                  |                          |                          |
| 2003 | Eva Moeraert 2                                                 |                  |                          |                          |
| 2004 | Deirdre Timp 4                                                 |                  |                          | Elke van Mello 4         |
| 2005 |                                                                |                  | Gwendolina Bastiaensen 4 | Gwendolina Bastiaensen 4 |
| 2006 |                                                                |                  | Freek Vielen 4           | Linde Merckpoel 4        |
| 2007 |                                                                | Vinny Tailor 5   | Sam De Bruyn 4           |                          |
| 2008 |                                                                | Rudy Mackay 1    | Lotte Lesage 4           |                          |
| 2009 |                                                                | Mijke Hurkx 3    | Frances Lefebure 6       |                          |
| 2010 |                                                                | Babette Moonen 4 | Koen de Smet 4           |                          |
| 2011 |                                                                | Floris Alberse 7 | Carmien Michel 4         |                          |
| 2012 | Lucas Derycke 8 2e prijs: Wederik De Backer 2                  |                  |                          | Britt De Roy 8           |
| 2013 | Celine de Mulder 2 2e prijs: Ine Verhaert 2                    |                  |                          | Nelleke Arnout 3         |
| 2014 | Nele Eeckhout 6 2e prijs: Bram Vuylsteker 9                    |                  |                          | Kenneth Neirinckx 2      |
| 2015 | Maud Mulier 6 2e prijs: Hadewijch Vanhaverbeke 2               |                  |                          | Julie Nevejan 2          |
| 2016 | Gedeelde 1e prijs voor Xandry van den Besselaar 6 en Kim Faber |                  |                          | Jeansen Djaoen           |
| 2017 | Lise Bonduelle2 2e prijs: Marlies van den Bergh7               |                  |                          |                          |

1 School voor Journalistiek, Utrecht

2 Rits, Brussel

3 Academie voor Journalistiek en Voorlichting; Fontys Hogeschool Journalistiek, Tilburg

4 Herman Teirlinck Instituut, Artesis Hogeschool Antwerpen

5 BNN Coolcast

6 Koninklijk Conservatorium Antwerpen

7 Universiteit van Amsterdam

8 Hogeschool West-Vlaanderen

9 Arteveldehogeschool, Gent